# Elliot See
Elliot McKay See Jr. (* 23. Juli 1927 in Dallas, Texas; † 28. Februar 1966 in St. Louis, Missouri) war ein US-amerikanischer Astronaut des Gemini-Programms. Er starb bei einem Flugzeugabsturz, bevor er mit Gemini 9 seinen ersten Raumflug durchführen konnte.

## Beginn der Karriere
Elliot See studierte an der Akademie der amerikanischen Handelsmarine und an der University of California in Los Angeles. Ab 1949 arbeitete er bei der General Electric Company unter anderem als Testpilot. 1953 ging er als Pilot zur Marine, bis er 1956 zu General Electric zurückkehrte, wo er unter anderem die Typen Starfighter und den zweisitzigen Überschalltrainer Northrop T-38 flog.

## NASA
See bewarb sich bei der NASA und wurde am 17. September 1962 als Mitglied der zweiten Astronautengruppe der Öffentlichkeit vorgestellt. Er war neben Neil Armstrong einer der beiden einzigen Zivilisten in der neunköpfigen Gruppe.
Seine erste Einteilung zu einem Raumflug erhielt See am 8. Februar 1965, als er Reservepilot für die Mission Gemini 5 im August 1965 wurde. Am 8. November 1965 wurde er dann als Kommandant der Mission Gemini 9 nominiert. Für diese Mission wurde ihm Charles Bassett als Pilot zugeteilt.
Während der Flüge von Gemini 6 und Gemini 7 im Dezember 1965 diente er als Verbindungssprecher (Capcom) von der Flugleitzentrale in Houston aus.
Am 28. Februar 1966 flogen die Haupt- und die Ersatzmannschaft von Gemini 9 in zwei T-38 Talon nach St. Louis zu McDonnell, dem Hersteller der Gemini-Raumschiffe. See steuerte das führende Flugzeug mit Bassett als Kopilot. Bei schlechter Sicht verfehlte See die Landebahn des Flughafens St. Louis, nach einer in niedriger Höhe absolvierten Platzrunde streifte er das Dach des Gebäudes 101 der McDonnell Corp. und es kam zum Absturz. See und Bassett waren sofort tot. In dem Gebäude 101 befanden sich u. a. die Raumschiffe für die Missionen Gemini 9 und Gemini 10.

## Privates
See hinterließ eine Frau und drei Kinder. Sein Name ist auf der Metallplatte des Fallen Astronaut, des einzigen Kunstwerks auf dem Mond, aufgeführt.